# 大盂鼎
大盂鼎，又稱盂鼎或廿三祀盂鼎，是中华人民共和国国家一级文物，在清道光初年出土于陕西省岐山县，岐山是古代周朝的发源地。
大盂鼎铸造于周康王二十三年（約前1003年），鼎高102厘米，重153.5公斤，腹内侧铸有19行铭文，分2段，共291字。铭文的内容是有关一个名叫盂的贵族为颂扬周康王的赏赐、训告和伟绩，铸鼎以铭记。
大盂鼎不僅与大克鼎、毛公鼎并称为「海內青铜器三宝」，亦与毛公鼎、散氏盤、虢季子白盤并称为「晚清四大国宝」。

## 收藏经历
当时的岐山首富宋金鉴把铜鼎买下，因为器形巨大，十分引人瞩目，鼎很快被岐山知縣周庚盛占有，他把鼎转卖到北京的古董商人。宋金鉴在考中翰林后出价3000两白银又购得了宝鼎，在他去世后，后代以700两白银卖给陕甘总督左宗棠的幕僚袁保恒，后袁将其送予左宗棠，左又送予了恩人潘祖荫。
潘祖荫是当时著名的金石学家，与翁同龢并称，他还收藏着大克鼎。他弄清了鼎的铭文，并为之定名为“大盂鼎”。潘祖荫逝世后，鼎由其弟潘祖年收藏。潘祖年携大盂鼎回到苏州老家，一直对大盂鼎垂涎三尺的两江总督端方不断派人纠缠，直到辛亥革命爆发，端方被派往四川镇压保路运动而丧命。潘祖年死后，潘家成年男子也都相继去世，潘家的珍贵收藏由孙媳妇潘达于掌管看护。抗日战争开始后，为了不让宝鼎落入日军之手，潘家将大鼎和其他古玩埋于大宅后院的中央大厅中，之后举家迁往上海。日军占领苏州后在潘家多次搜查，但一直未能找到。1949年中华人民共和国成立后，潘家经过商议，潘达于上书华东文化部希望由国家收藏大盂鼎。1951年7月26日，上海文管会从苏州南石子街的潘宅挖出大盂鼎和大克鼎。1952年上海博物馆开馆时，大盂鼎和大克鼎与公众见面。后大盂鼎由中国历史博物馆（现中国国家博物馆）收藏。
與大盂鼎同時出土的還有小盂鼎（廿五祀盂鼎）。小盂鼎已佚，僅存銘文拓本。

## 铭文
大盂鼎内腹侧铸铭文19行，分2段，共291字。
隹九月，王才宗周，令盂。王若曰：“盂！丕顯文王受天有大令，在武王嗣文乍邦，闢氒慝，匍有亖方，畯正氒民。在雩御事，𠭯酒無敢酖，有祡蒸祀，無敢擾，故天異臨子，法保先王，匍有亖方。我聞殷述命，隹殷邊矦、田，雩殷正百辟，率肆于酒，故喪師。已！女妹辰有大服，余隹即朕小學。女勿勉余乃辟一人，令我隹即型稟于文王正德，若文王令二三正。今余隹令女盂，召榮敬雍德經，敏朝夕入諫，享奔走，畏天威。”

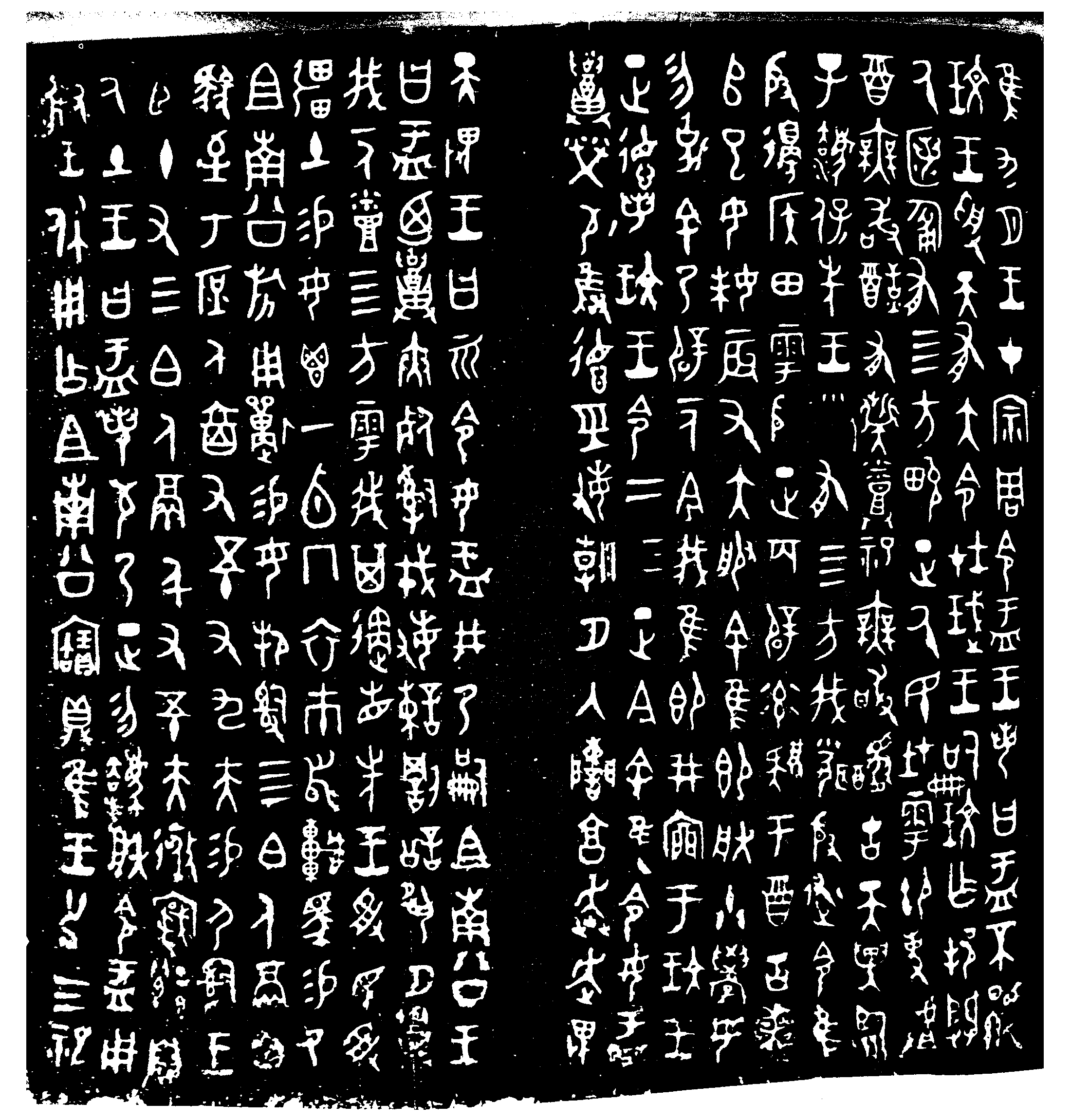
大盂鼎铭文拓片

王曰：“須！令女盂型乃嗣祖南公。”王曰：“盂！廼召夾死司戎，敏誎罰訟，夙夕召我一人烝四方，雩我其遹省先王受民受疆土，易女鬯一卣，冂、衣、巿、舃、車馬，易乃祖南公旂，用狩。易女邦司四伯，人鬲自馭至于庶人六百又五十又九夫；易夷司王臣十又三伯，人鬲千又五十夫，𢔔畢遷自氒土。”
王曰：“盂！若敬乃正，勿廢寡人令！”盂用對王休，用乍且南公寶鼎，隹王廿又三祀。